# Keiji Sada
Keiji Sada (佐田 啓二, Sada Keiji, 9 de dezembro de 1926 – 17 de agosto de 1964) era o nome artístico de um ator de cinema japonês ativo do final da década de 1940 ao início da década de 1960. Seu nome verdadeiro era Kanichi Nakai. Ele ganhou o prêmio de melhor ator no 7º Blue Ribbon Awards por sua atuação nos filmes Anata Kaimasu e Taifū Sōdōki. Ele era pai do atores Kiichi Nakai e Kie Nakai.

## Biografia
Sada nasceu em Shimogyō-ku, Quioto, em uma família de classe mercantil. Depois de se formar na Escola Comercial Municipal de Kyoto, ingressou na Escola de Ciências Políticas e Econômicas da Universidade de Waseda, em Tóquio. Enquanto estudante, ele se hospedou em uma pensão de propriedade do ator Shuji Sano e, ao se formar, recebeu uma oferta de emprego na Shochiku Studios, em Kamakura, Kanagawa.
Em 1947, ele teve sua estreia cinematográfica com o filme Phoenix, dirigido por Keisuke Kinoshita, onde fez par romântico com a atriz Kinuyo Tanaka. Como Tanaka já era uma estrele de cinema muito famosa, conhecê-la deu um grande salto na carreira artística de Sada. Mais tarde naquele ano, ele foi selecionado para o papel principal em Kane no Naru Oka (鐘の鳴る丘), uma adaptação cinematográfica de um popular drama de rádio transmitido pela NHK.
Em 1956, ele recebeu o Mainichi Film Award e o Blue Ribbon Awards de Melhor Ator por seu papel como um olheiro de beisebol em Anata Kaimasu, filme do diretor Masaki Kobayashi no qual aborda a questão ética do beisebol japonês.
Sada morreu em 17 de agosto de 1964, enquanto retornava com sua família de sua casa de verão nas montanhas Tateshina, em Nagano, quando seu motorista colidiu com um táxi em uma ponte em Nirasaki, Yamanashi (sua esposa e filhos saíram ilesos).

## Filmografia selecionada
Filmografia:
- Fushichō (1947) - Shinichi Yasaka
- Akai kuchibiru imada kiezu (1947)
- Shozo (1948)
- Hi no bara (1948)
- Kane no naru oka - Dai ippen: Ryūta no maki (1948) - Shūhei Kagami
- Kane no naru oka - Dai nihen: Shukichi no maki (1949)
- Ojōsan kanpai (1949) - Gorō
- Beni imada kiezu (1949)
- Yotsuya kaidan (1949) - Kohei Kobotoke
- Shinshaku Yotsuya kaidan: kōhen (1949) - Kohei Kobotake
- Mahiru no embukyoku (1949) - Hidetaka
- Kane no naru oka: Dai san hen, kuro no maki (1949)
- Kikenna ninrei (1950)
- Nanatsu no hōseki (1950)
- Oboro kago (1950)
- Home Sweet Home (1951) - Saburo Uchiyama, namorado de Tomoko
- Carmen Kokyō ni Kaeru (1951) – Sr. Ogawa, diretor da escola
- Jiyū gakkō (1951)
- Tenshi mo yume o miru (1951)
- Yume ōki koro (1951) - Shūji Takaishi
- Umi no hanabi (1951) – Tamihiko Kujirai
- Inochi uruwashi (1951) - Shuji Imura
- Honjitsu kyūshin (1952) - Haruzo Yukawa
- Hibari no Circus kanashiki kobato (1952)
- Uzushio (1952)
- Nihon no Higeki (1953) - Tatsuya, músico de rua
- Tabiji (1953)
- Kimi no na wa (1953-1954, partes 1-3)
- Ojōsan Shachō (1953) - Goro Akiyama
- Yassamossa (1953)
- Shinjitsu ichiro (1954)
- Kono hiroi sora no dokoka ni (1954) - Ryoichi Morita
- Seishun no oto (1954)
- Kunsho (1954)
- Bomeki (1955) - Akimasa
- Uruwashiki saigetsu (1955)
- Tōkyō-Honkon mitsugetsu ryokō (1955)
- Tooi kumo (1955) - Shunsuke, cunhado de Fuyuko
- Kakubō sambagarasu (1956) - (não creditado)
- Izumi (1956)
- Anata kaimasu (1956) – Daisuke Kishimoto
- Taifū Sōdōki (1956)
- Onna no ashi ato (1956)
- Namida (1956)
- Seigiha (1957)
- Doshaburi (1957) - Kazuo
- Xiang Gang Dong Jing mi yue lu xing (1957)
- Tadaima zero hiki (1957) - Yoshizawa, membro da Dieta
- Yorokobi mo kanashimi mo ikutoshitsuki (1957) - Shiro Arisawa, marido de Kiyoko
- Shukin ryoko (1957)
- Fūzen no tomoshibi (1957) - Kaneshige Satō
- Kuroi kafun (1958) - Takashi Kiso
- Onboro jinsei (1958)
- Hibi no haishin (1958)
- Kamitsukareta kaoyaku (1958)
- Higanbana (1958) - Masahiko Taniguchi
- Me no kabe (1958)
- Haru o matsu hitobito (1959)
- Ningen no jōken (1959) - Kageyama
- Sekishunchō (1959) - Eitarō Makita
- Bom Dia (1959) - Heiichirō Fukui
- High Teen (1959) - Shin'ichi Teras'aki
- Yonman-nin no mokugekisha (1960) - Masashi Takayama
- Irohanihoheto (1960)
- Onna no saka (1960)
- Chi wa kawaiteru (1960) - Takashi Kiguchi
- Akibiyori (1960) - Shotaru Goto
- Saigo no kiri fudâ (1960)
- Enraptured (1961) - Shōzō Nishikawa
- Kumo ga chigireru toki (1961)
- Eien no hito (1961) - Takashi
- Tsuma ari ko ari tomo arite (1961) - Yonesaku Nihei
- Uzu (1961)
- Ryōju (1961) - Kadota
- Kyōgeshō (1961)
- Senkyaku banrai (1962)
- Aizen Katsura (1962)
- Kaasan nagaiki shitene (1962)
- Zoku aizen katsura (1962)
- Sanma no Aji (1962) - Koichi
- Futari de aruita iku haru aki (1962) - Yoshio Nonaka, marido de Torae
- Utae Wakōdotachi (1963) - Cantor na cerimônia
- Mushukunin-betsuchō (1963) - Yajuro
- Kaze no shisen (1963) - Shunsuke Kuze
- Hana no Shōgai (1963, série de televisão)
- Kekkonshiki Kekkonshiki (1963) - Jirō Okuyama
- Odoritai yoru (1963) - Tadao Tsumura
- Zoku Haikei Tenno Heika Sama (1964) - Ryosuke
- Ansatsu (1964)
- Aku no monsho (1964) - Shigeharu Takazawa
- Amai ase (1964) - Tatsuoka
- Monro no youna onna (1964) - (último filme de carreira)